# دانشگاه علوم پزشکی آزاد اسلامی قم
دانشگاه آزاد اسلامی واحد علوم پزشکی قم یکی از واحدهای مجری رشته‌های علوم پزشکی دانشگاه آزاد اسلامی در کشور است.

## پیشینه
در سال ۱۳۹۹، حوزه علوم پزشکی به عنوان یک واحد دانشگاهی مستقل معرفی و به دانشگاه آزاد اسلامی واحد علوم پزشکی قم تبدیل و در حکمی ابوالفضل مظفری به‌عنوان رئیس این دانشگاه معرفی شد. تا قبل از آن تنها واحد علوم پزشکی دانشگاه آزاد اسلامی که دانشگاه مستقل محسوب می‌شد، واحد علوم پزشکی تهران بود؛ اما اکنون مشهد، تبریز و قم هم به دانشگاه آزاد اسلامی واحد علوم پزشکی تبدیل شده‌اند. بر این اساس دانشگاه علوم پزشکی آزاد اسلامی قم از سوی سازمان مرکزی از دانشگاه آزاد اسلامی واحد قم استقلال یافت. در حال حاضر ریاست واحد علوم پزشکی قم به عهده دکتر احسان رئیس عبداللهی می‌باشد این دانشگاه در بلوار ۱۵ خرداد قم قرار دارد.

## رشته های ارائه شده[۳]
| رشته دانشگاهی    | مقطع                   |
| ---------------- | ---------------------- |
| پزشکی            | دکتری عمومی            |
| پرستاری          | کارشناسی پیوسته        |
| مامایی           | کارشناسی پیوسته        |
| علوم آزمایشگاهی  | کارشناسی پیوسته        |
| روانشناسی بالینی | کارشناسی ارشد ناپیوسته |

## مراکز آموزش بالینی
- بیمارستان امام رضا وابسته به سازمان تامین اجتماعی
- بیمارستان آیت الله گلپایگانی
- بیمارستان ولی عصر
- درمانگاه نور
- درمانگاه امام صادق
- درمانگاه جوادالائمه
- مرکز نیکان رضوی[۴]